# 경희중학교 축구부
경희중학교 축구부는 서울특별시에 위치한 경희중학교의 축구부이다. 경희중학교가 운영하는 축구부로 1963년에 창단하였다.

## 역사
1963년 창단하여 오랜 역사를 지닌 경희중학교의 축구부는 오랜 기간 동안에 박동혁, 현영민 선수들과 같은 인물들을 배출해 왔다. 현재는 모교 출신인 황선일 감독이 학교의 축구부 감독직을 맡고 있다.

## 같이 보기
- 경희중학교